# Promenades de Biloxi

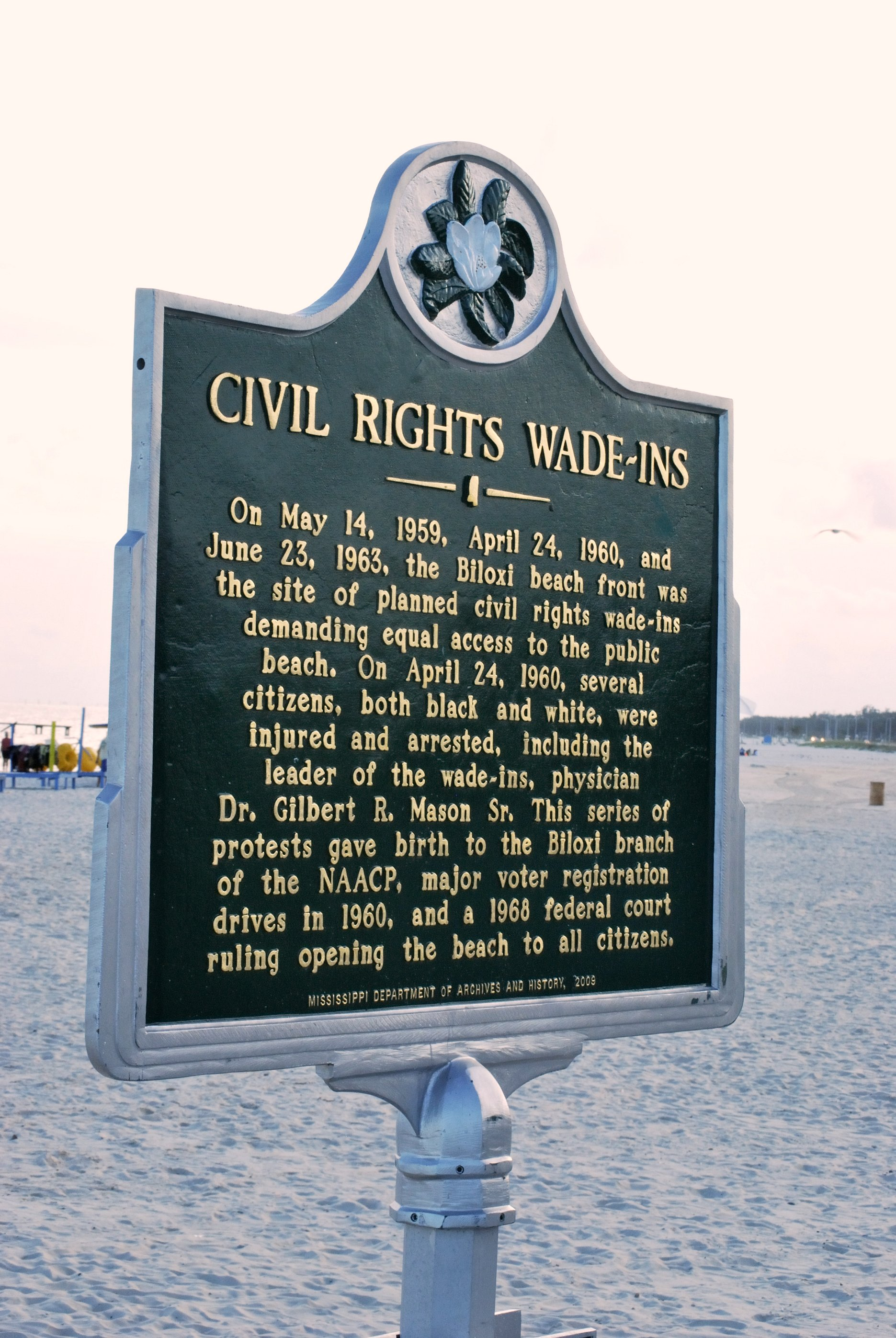
Plaque commémorative.

Les promenades de Biloxi (en anglais : Biloxi wade-ins) sont trois manifestations qui se sont produites entre 1959 et 1963 sur les plages de Biloxi, au Mississippi.
Les manifestations sont menées par le docteur Gilbert R. Mason dans le but de déségréger les plages de la côte du golfe du Mississippi. Les propriétaires revendiquaient en effet que les plages étaient des propriétés privées, bien que ces plages aient été aménagées par le Corps du génie de l'armée des États-Unis en utilisant les fonds des contribuables. Les Afro-Américains étaient empêchés d'accéder aux zones du front de mer.
La Mississippi State Sovereignty Commission a soutenu la ségrégation des plages.

### Essai
- Gilbert R. Mason, Beaches, Blood, and Ballots: A Black Doctor's Civil Rights Struggle, University Press of Mississippi, 2007.  (ISBN 978-1-934110-28-7)

### Articles
- (en-US) J. Michael Butler, « The Mississippi State Sovereignty Commission and Beach Integration, 1959-1963: A Cotton-Patch Gestapo? », The Journal of Southern History, Vol. 68, No. 1,‎ février 2002, p. 107-148 (42 pages) (lire en ligne)